# 刘丰 (北朝)
刘丰（？—549年5月13日到6月10日之间），字丰生，代人，普乐郡（今宁夏回族自治区吴忠市）人，自称祖籍河间郡乐城县（今河北省沧州市献县），北魏、东魏官员。

## 生平
刘丰家族世代为部落大人，父亲刘提是北魏河南公。刘丰姿态雄武、气概豪迈，果断刚毅过人，有口才，喜欢谈论军事。破六韩拔陵叛乱时，刘丰因守城有功，出任普乐郡太守，封山鹿县公，食邑五百户。永安初年，刘丰出任辅国将军、灵州镇城大都督。贺拔岳与灵州刺史曹泥不和，刘丰协助曹泥守城，贺拔岳准备亲自讨伐曹泥时，被侯莫陈悦所杀。大统元年（535年），西魏渭州刺史可朱浑道元向东进发归附东魏，当时曹泥对待可朱浑道元非常好，刘丰也和可朱浑道元有很深的交情，可朱浑道元对刘丰说高欢英俊威武，能实现大业，刘丰自此就有归附高欢的心思，于是提供物资将可朱浑道元送走。大统二年（536年），宇文泰任命刘丰为卫大将军，刘丰不接受，和岳父曹泥派遣使者请求归附东魏。宇文泰就派遣行台赵善、大都督万俟受洛干再度围攻灵州，引黄河水淹灵州城，离城墙最高处只有四尺，曹泥和刘丰坚守城市不撤退。高欢命令阿至罗发动三万骑兵径直渡过灵州，绕到西魏军队后方，俘获马五十匹，西魏军队撤退，高欢派遣骑兵迎接曹泥和刘丰，将灵州剩余的五千户一起带走。高欢上表皇帝任命刘丰为平西将军、南汾州刺史。刘丰与众将征讨，平定外寇和内乱。元象元年（538年），刘丰又参与河桥之战，刘丰功劳很多，高欢握着刘丰的手赞赏他，当时商议想要追击西魏军，高欢命令想要追击的站在西侧，不愿追击的站在东侧，只有东雍州刺史潘乐和刘丰站在西侧，高欢赞赏二人，但因为大多数人不同意追击所以撤兵。武定元年（543年），宇文泰进攻洛阳，高欢命令斛律金统帅刘丰和步大汗萨等人率领步兵骑兵数万人据守河阳城抵御宇文泰。高欢又派刘丰率领数千骑兵追击宇文泰，自己率领大部队东归。宇文泰将王思政从玉璧招来，命令他镇守弘农郡，王思政进入州城，下令打开城门，解下自己的衣服躺着，慰问勉励将士，以显示不害怕东魏。几天后，刘丰到达州城下，忌惮王思政，不敢进入，率领军队撤退。刘丰入朝出任左卫将军，又出任殷州刺史。
武定四年（546年），刘丰跟随高欢参与玉璧之战，当时高欢患病，无法攻克玉璧城，就召集众将，共同讨论行动方案。高欢对大司马斛律金、司徒韩轨、左卫将军刘丰等人说：“我每次同段韶讨论军事，都能听到许多高见，如果让他来参谋，就可能没有今天的劳累了。我担心局势危急，恐怕出现不测，准备委托段韶承担邺城的重任，怎么样？”斛律金等人回答说：“知臣莫如君，实在没有超过段韶的了。”武定四年十一月，高欢病重，在晋阳召见世子高澄，对高澄说：“可朱浑道元和刘丰远道而来投奔我，必定没有异心。”
武定五年（547年）正月，侯景反叛，大将军高澄派遣司空韩轨、骠骑大将军仪同三司贺拔仁、可朱浑道元、左卫将军刘丰等人统帅军队前往讨伐。侯景的外援萧渊明和胡贵孙被高岳击败，武定五年十二月，侯景率领部下驻扎在涡阳，和刘丰等人对峙。侯景派人对慕容绍宗说：“您几位是为了送客人呢，还是为了一决雌雄呢？”慕容绍宗说：“想要和您一决胜负。”慕容绍宗于是顺风布阵，侯景关闭营寨大门，等待风停后才出。慕容绍宗说：“侯景多诡计，喜欢攻人后侧。”慕容绍宗让人防备，果然被他言中。侯景命令士兵都披上短甲，手执短刀，杀入东魏军阵，只是低头而视，瞧准东魏士兵的小腿和马腿砍去。东魏军队于是战败，慕容绍宗落马，刘丰受伤，显州刺史张遵业被侯景俘虏。慕容绍宗和刘丰都逃到谯城，斛律光和张恃显怪罪他们，慕容绍宗说：“我打的仗多了，从未见过侯景这样难以击败的，你们和他交手试试看！”
武定六年八月庚寅（548年9月19日），高澄以尚书左仆射慕容绍宗为大行台，与太尉高岳、司徒韩轨、大都督刘丰等人率领步兵和骑兵十万人前往颍川讨伐王思政。起初，有谶纬说大鱼在道路上行走，百姓很苦恼。刘丰因此提出水攻的策略，在洧水上修筑堤坝提高水位来灌城，洧水水位上涨，长社城大多倒塌毁坏，鱼和鳖都在城市中游动。从上年的九月到次年的四月，长社将要被攻破。刘丰和行台慕容绍宗、慕容永珍登上洧水的河坝观察长社城中情况，看到北方有白气，就一起进入船只躲避，突然有风暴从东北方刮来，中午时分变的天昏地暗，飞沙走石，船的缆绳忽然断绝，漂泊到长社城下，西魏城中守军用长钩子勾住船，弓弩一起发射，慕容绍宗投水溺死，刘丰游向土山，因为水浪冲击不能到达，被西魏守军射死。王思政将慕容绍宗和刘丰的遗体取回，以礼安葬。刘丰健壮勇敢善于作战，受到东魏众将的推崇，死的那天，东魏朝廷内外惊骇惋惜，赠予刘丰大司马、司徒公、尚书令，谥号忠武，儿子刘晔继承爵位   。
刘丰的八个儿子都不是嫡妻曹夫人所生，每一个儿子的生母去世，所有的儿子们都为她服丧三年。武平年间，刘晔的生母去世，他所有的弟弟们都请求辞官守丧，朝廷赞赏他们的孝义但不同意辞官。
北齐建国后，齐文宣帝高洋于天保元年六月壬午（550年7月3日）诏令，已故殷州刺史刘丰等人辅佐先帝，协助治理皇室基业，有的不幸早年去世，有的以身殉职，可以派遣使者到墓地进行祭奠，并安抚慰问他们的妻子儿女，安慰兼及活着或死去的人，之后追赠刘丰为大司马、司徒公、尚书令、□定瀛殷幽平安燕营汾云十二州诸军事、十二州刺史、武威郡开国公、高昌王。皇建元年十一月庚申（560年12月15日），齐孝昭帝高演诏令将刘丰等七人合祭于高澄的宗庙之中。天统四年春正月壬子（568年2月29日），齐后主诏令将刘丰等十人合祭于高欢的宗庙之中。

## 家庭

### 父亲
- 刘提，北魏龙骧将军、历城镇将、河南公[4]

### 夫人
- 曹氏，灵州刺史曹泥之女

### 子女
- 刘晔，东魏山鹿县公
- 刘龙，第三子，隋朝领军大将军
- 刘安，隋朝开府仪同三司、高唐县开国公[4]

### 孙子
- 刘感，唐朝骠骑将军、泾州总管、平原忠壮公